# Park One

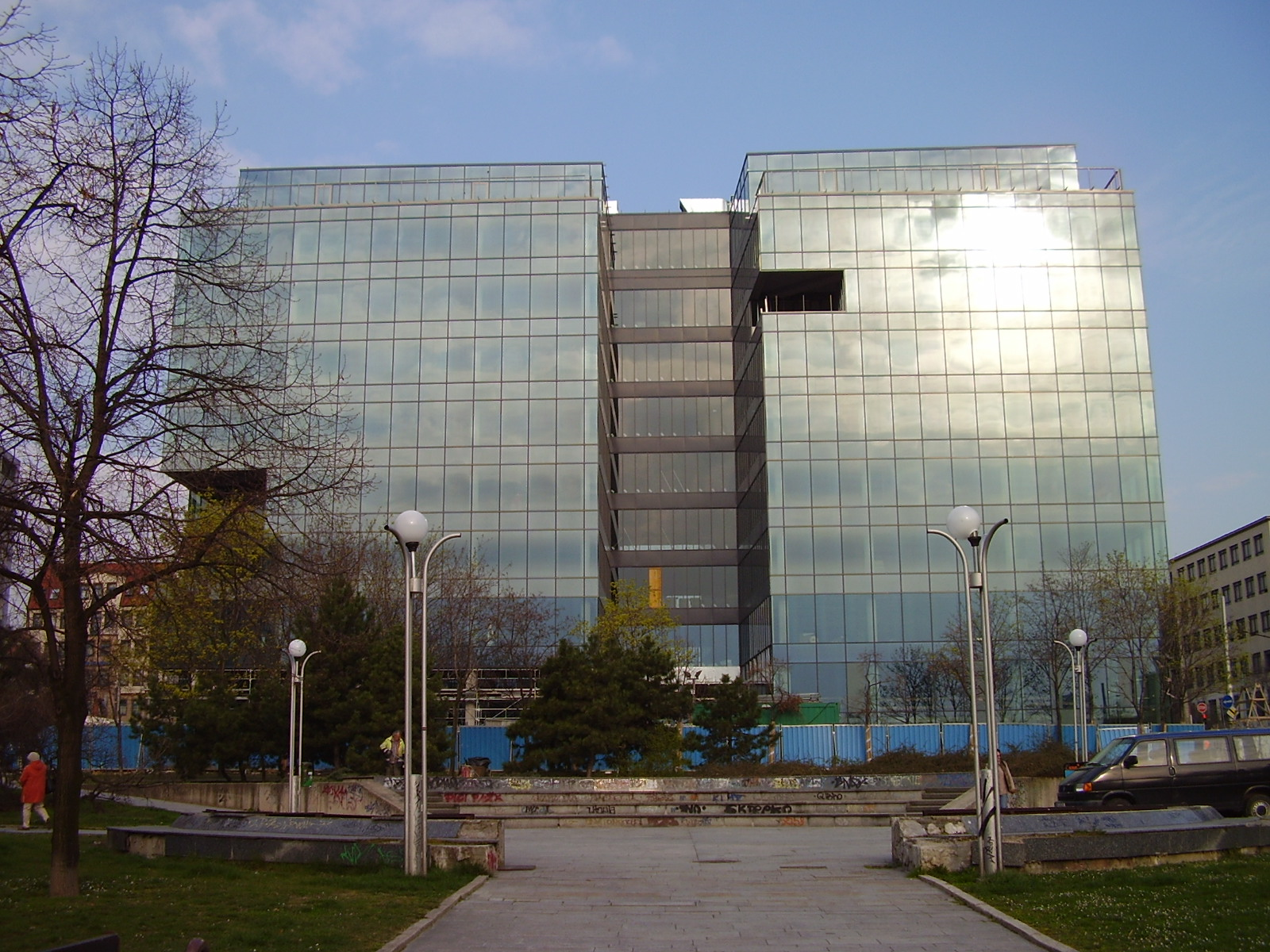
Par One

Park One – nazwa budynku wielofunkcyjnego w górnej części placu Kollar w Bratysławie, w budowie od 2006 roku. Znajduje się 300 metrów od Pałacu Prezydenckiego i 100 metrów od głównego centrum hanlowego w mieście.